# Иммуноглобулины A

Схематическое изображение димера IgA. Тяжёлые цепи покрашены синим, лёгкие — красным, J-цепь — пурпурным, секреторный компонент — жёлтым

Иммуноглобули́ны A (IgA) — класс антител. IgA доминируют в секретах организма (слюне, пищеварительном соке, выделениях слизистой носа и молочной железы), их доля в плазме крови составляет 10—15 % от общего количества всех иммуноглобулинов. За сутки в просвет кишечника у человека выделяется от 3 до 5 г IgA. У человека имеются два подкласса IgA: IgA1 и IgA2. IgA присутствуют в организме преимущественно в мономерной и димерной форме. Молекулы IgA1 наиболее многочисленны в плазме крови, а IgA2 — в секретах. Соотношение клеток, секретирующих IgA1 и IgA2, различно в разных лимфоидных тканях.

## Структура
Мономер IgA имеет типичную для антител структуру и состоит из двух тяжёлых цепей и двух лёгких цепей. Тяжёлая цепь включает вариабельную область (V-область), три константных домена (C-домена) и шарнирный участок. У человека присутствуют два подкласса IgA: IgA1 и IgA2, имеющие тяжёлые цепи α1 и α2 соответственно. Оба подкласса представляют собой обильно гликозилированные белки. Подкласс IgA2 имеет два аллельных варианта, обозначаемых A2m(1) и A2m(2). Без учёта шарнирного участка α1 и α2 гомологичны друг другу на 95 %. Различия касаются 14 аминокислотных позиций в C-областях тяжёлых цепей, однако аллотипы A2m(1) и A2m(2) по этим позициям не отличаются. Различия между A2m(1) и A2m(2) находятся в шарнирных областях. Шарнирные области α1 и α2 значительно отличаются: шарнирный участок у α1 на 13 аминокислот длиннее, чем у α2. Кроме того, у α1 позиции 224—239 подверглись тандемной дупликации. В слюне и толстом кишечнике человека имеются протеолитические ферменты, расщепляющие аминокислотную цепь α1 именно в области дупликации. Ферменты с такой же активностью есть и у ряда бактерий, таких как Streptococcus sanguinis, Neisseria gonorrhoeae и Neisseria meningitidis. На IgA2, лишённого этого дуплицированного фрагмента, такие ферменты не действуют. Существует предположение, что в ходе эволюции IgA2 появился как вариант IgA, устойчивый к бактериальному протеолизу.
В молекуле IgA, помимо тяжёлых и лёгких цепей, имеется J-цепь и секреторный компонент. Как и в случае IgM, J-цепь у IgA необходима для полимеризации молекулы. J-цепь представляет собой небольшой белок массой 15 кДа и не гомологична иммуноглобулинам. На заключительном этапе синтеза IgA J-цепь взаимодействует с C-концевым участком тяжёлой цепи посредством дисульфидных связей. Как правило, мультимерные формы IgA представляют собой димеры, хотя встречаются молекулы IgA, содержащие более двух мономеров. Секреторный компонент имеется у секретируемой фракции IgA. Секреторный компонент представляет собой несколько полипептидов с близкими антигенными свойствами, которые экспрессируются на поверхности эпителиальных клеток и способны к специфичному взаимодействию с димерами IgA. Комплекс димера IgA и секреторного компонента подвергается эндоцитозу и перемещается по цитоплазме в апикальную часть клетки. Там он подвергается воздействию протеолитических ферментов, благодаря чему приобретает способность высвобождаться в секреты субэпителиального пространства.

## Функции
Главная функция IgA — первая линия защиты на слизистых оболочках организма, препятствующая проникновению вирусов. IgA не взаимодействуют с системой комплемента и не обладают бактерицидными свойствами, но принимают участие в нейтрализации бактериальных токсинов. У млекопитающих, включая человека, IgA содержатся в молозиве в количестве, достаточном для обеспечения специфического иммунитета новорождённых.
В крови IgA взаимодействуют с Fc-рецептором CD89, который экспрессируют эффекторные иммунные клетки, благодаря чему запускаются воспалительные процессы. Взаимодействие IgA-содержащих комплексов с CD89 вызывает зависимую от антител цитотоксичность, дегрануляцию эозинофилов и базофилов, а также запускает фагоцитарную активность моноцитов, макрофагов и нейтрофилов.

## Клиническое значение
Генетически обусловленное сниженное количество IgA или их полное отсутствие называется селективной недостаточностью иммуноглобулина A и клинически может проявляться в виде серьёзного иммунодефицита. Иногда у людей со сниженным количеством IgA или лишённых IgA в крови присутствуют антитела анти-IgA, которые могут вызывать анафилактический шок при попадании в кровь субстанций, содержащих IgA.
Отложение IgA в почках вызывает состояние, известное как IgA-нефропатия. Причины отложения IgA в почках при этой болезни остаются неизвестными. Согласно некоторым предположениям, причина кроется в нарушениях работы иммунной системы. Показано, что IgA могут участвовать в развитии целиакии.
Отложения IgA и компонента C3 системы комплемента в мелких сосудах могут вызвать системное расстройство, известное как геморрагический васкулит, или пурпура Шёнлейна — Геноха. Как правило, это заболевание наблюдается у маленьких детей и затрагивает кожу и соединительные ткани, мошонку, суставы, пищеварительный тракт и почки. В большинстве случаев геморрагический васкулит начинается после инфекции верхних дыхательных путей и проходит в течение двух недель, по мере того как печень разрушает скопления IgA.